# Липтовска Штјавњица
Липтовска Штјавњица (слч. Liptovská Štiavnica) насељено је мјесто са административним статусом сеоске општине (слч. obec) у округу Ружомберок, у Жилинском крају, Словачка Република.

## Становништво
| Година:    | 1994. | 2004.    | 2014.    | 2024.    |
| ---------- | ----- | -------- | -------- | -------- |
| Број људи: | 795   | 901      | 1122     | 1439     |
| Разлика:   |       | +13,33 % | +24,52 % | +28,25 % |

| Година:    | 2023. | 2024.   |
| ---------- | ----- | ------- |
| Број људи: | 1414  | 1439    |
| Разлика:   |       | +1,76 % |

Према подацима о броју становника из 2011. године насеље је имало 1.066 становника.